# Hjálmar
Hjálmar (Хьяульмар, дословно — «шлемы») — исландская музыкальная группа, исполняющая музыку в стиле регги. Образована в 2004 году в городе Кеблавик. Оригинальный состав — исландцы Торстейнн Эйнарссон, Гвюдмюндюр Йоунссон, Кристинн Агнарссон, Сигюрдюр Гвюдмюндссон и швед Петтер Винберг.
В августе 2006 года было объявлено, что группа прекратила выступления, однако в марте 2007 года группа Hjálmar снова появилась на сцене и с тех пор регулярно дает концерты.

## Сотрудничество
В разное время группа сотрудничала с такими музыкантами, как шведский рэпер и регги исполнитель Timbuktu, финский саксофонист Джими Тенор и норвежский композитор, музыкант и вокалист Эрленн Эйе (Erlend Øye).

## Состав

### Текущий состав
- Торстейнн Эйнарссон (исл. Þorsteinn Einarsson) — гитара и вокал
- Сигюрдюр Халльдоур Гвюдмюндссон (исл. Sigurður Halldór Guðmundsson) — клавишные, вокал
- Гвюдмюндюр Кристинн Йоунссон (исл. Guðmundur Kristinn Jónsson) — гитара
- Вальдимар Кольбейнн Сигюрйоунссон (исл. Valdimar Kolbeinn Sigurjónsson, 2007—наши дни) — бас-гитара
- Хельги Свавар Хельгасон (исл. Helgi Svavar Helgason, 2007—наши дни) — перкуссия

### Бывшие участники
- Кристинн Снайр Агнарссон (исл. Kristinn Snær Agnarsson, 2004—2005)
- Мике «PB» Свенссон  (швед. Micke «PB» Svensson, 2005—2007)
- Нильс Улоф Тёрнквист (швед. Nils Olof Törnqvist, 2005—2007)
- Петтер Винберг (швед. Petter Winnberg, 2004—2007) — бас-гитара

## Дискография

### Альбомы
- 2004: «Hljóðlega af stað»
- 2005: «Hjálmar»
- 2007: «Ferðasót»
- 2009: «Love out»
- 2010: «Keflavík Kingston»
- 2011: «Sóðinn»

Сотрудничество
- 2013: «Dub of Doom» (Джими Тенор и Hjálmar)
- 2014: «Legao» (Эрленн Эйе)

Сборники
- 2014: «Skýjaborgin 2004—2014»

### Синглы
- 2006: «Saga úr sveitinni»
- 2008: «Dom hinner aldrig ifatt» (совместно с Timbuktu)
- 2010: «Blómin í brekkunni»
- 2010: «Gakktu alla leið»
- 2011: «Messenger of Bad News» (совместно с Джими Тенором)
- 2011: «Í gegnum móðuna»
- 2011: «Ég teikna stjörnu»
- 2013: «Skýjaborgin»
- 2014: «Lof»
- 2014: «Ferðasót»
- 2014: «Leiðin okkar allra»
- 2014: «Tilvonandi vor»